# ترونغ تان سانغ
ترونج تان سانج قالب:فيت (من مواليد 21 يناير 1949) هو رئيس سابق للفيتنام، واحد من كبار القادة في البلاد، جنبا إلى جنب مع رئيس الوزراء نجوين تان دونج وزعيم الحزب الشيوعي نجوين فو ترونج. [1] وأصبح رئيسا للدولة بعد تصويت الجمعية الوطنية في يوليو 2011. المكتب هو منصب شرفي، ولكن سانغ يأتي في المرتبة الثانية أيضا بعد الأمين العام نجوين فو ترونج على الأمانة المركزية للحزب، وهو الهيئة التي توجه صنع السياسات. وقد أصبح سانغ عضوا في المكتب السياسي المركزي، واللجنة التنفيذية للحزب الشيوعي، منذ عام 1996. وكان سكرتير الحزب لمدينة هو تشي مينه 1996-2000. تمت ترقيته إلى عدد اثنين من فتحة الحزب الوطني في أكتوبر 2009. وهناك تقارير من التنافس بين سانج ورئيس الوزراء الروث، والمدعوم من قبل كل فصيل داخل الحزب.